# Tipula fuliginosa
Tipula fuliginosa är en tvåvingeart som först beskrevs av Thomas Say 1823.  Tipula fuliginosa ingår i släktet Tipula och familjen storharkrankar. Inga underarter finns listade i Catalogue of Life.